# Шпаркос савановий
Шпа́ркос савановий (Leistes militaris) — вид горобцеподібних птахів родини трупіалових (Icteridae). Мешкає в Центральній і Південній Америці.

## Опис
Довжина птаха становить 19 см, вага 40-48 г. Самці є дещо більшими за самиць, вони мають переважно чорне забарвлення, на нижній частині тіла у них велика яскраво-червона пляма. У самиць верхня частина тіла темно-коричнева, пера на ній мають охристі краї. Нижня частина тіла охриста з рудуватим відтінком. Боки поцятковані темними смугами. Верхня частина голови темна, над очима світлі "брови". Забарвлення молодих птахів є подібне до забарвлення самиць, однак дещо блідіше, рудуватий відтінок на нижній частині тіла у них відсутній.

## Поширення і екологія
Саванові шпаркоси мешкають в Коста-Риці, Панамі, Колумбії, Еквадорі, Перу, Болівії, Бразилії, Венесуелі, Гаяні, Французькій Гвіані, Суринамі та на острові Тринідад. У 2008 році вони були відкриті в Нікарагуа. Вони живуть на відкритих місцевостях, зокрема на вологих луках, в саванах та на полях, на висоті до 1740 м над рівнем моря. Живляться комахами і насінням. Гніздо чашоподібне, глибоке, розміщується на землі серед високої трави. В кладці 2-4 яйця.